# Кучкаевское сельское поселение
Кучкаевское се́льское поселе́ние — муниципальное образование в Большеигнатовском районе Мордовии Российской Федерации.
Административный центр — село Кучкаево.

## История
Статус и границы сельского поселения установлены Законом Республики Мордовия от 1 декабря 2004 года № 96-З «Об установлении границ муниципальных образований Большеигнатовского муниципального района, Большеигнатовского муниципального района и наделении их статусом сельского поселения и муниципального района».

## Население
| 2002 | 2010 | 2012 | 2013 | 2014 | 2015 | 2016 |
| ---- | ---- | ---- | ---- | ---- | ---- | ---- |
| 338  | ↘288 | ↘267 | →267 | →267 | ↘260 | ↘248 |
| 2017 | 2018 | 2019 | 2020 | 2021 |      |      |
| ↘232 | ↘231 | ↘222 | ↘203 | ↗212 |      |      |

## Состав сельского поселения
| № | Населённый пункт | Тип населённого пункта       | Население |
| - | ---------------- | ---------------------------- | --------- |
| 1 | Кучкаево         | село, административный центр | ↘249      |
| 2 | Манаково         | деревня                      | ↘38       |
| 3 | Полудмитриевка   | деревня                      | ↘1        |